# كلية تكنولوجيا الطيران المدني
كلية تكنولوجيا الطيران المدني (بالفارسية: دانشکده صنعت هواپیمایی کشوری) (CATC) هي كلية في طهران، إيران متخصصة في الطيران المدني. تأسست في الستينيات ، وهي كلية الطيران الأكثر اعتمادًا في إيران والتي تقبل أيضًا الطلاب من قبل UEE. معظم خريجي هذه المدرسة هم من بين النخبة الرئيسية في صناعة الطيران والنفط والغاز في جميع أنحاء العالم.[بحاجة لمصدر] تقع هذه الکلیة في شارع معراج في مطار مهر أباد.

## الدورات
يوجد لدى CATC الأقسام التالية:
- صيانة الطائرات [3]
- الإلكترونيات والاتصالات [4]
- مراقبة الحركة الجوية [5]